# 小島源治
小島源治（日语：／ Kojima Genji，1885年—1983年）是一位出身日本宮城縣的警察及教員。

## 生平
小島源治曾在賽德克族道澤群Toda蕃童教育所擔任教職工作，並在後來轉任警政工作成為理蕃警察；此後直至第二次霧社事件間，他長期任職於道澤駐在所，並因通曉部落事務而被公認為「蕃通」。
霧社事件發生時，小島源治化解了道澤群族人反抗或支持當局的歧異，並因而導引其加入支持當局的聯盟組織「味方蕃襲擊隊」；此外，他也在事件中援救了荷戈社族人Piho Walis（日文名：中山清）。後來，小島源治又受其上司指揮，促使道澤群造成第二次霧社事件；在該事件平息後，小島氏被其上司以管理不周為由革去職務。
第二次世界大戰結束後，小島源治返回日本本土定居。
1980年代，Piho Walis舉家前望日本探視小島源治。

## 家庭
小島松野為小島源治之妻，她與丈夫育有長男小島重雄及三子小島正男等人；在霧社事件發生時，三子正男遇害，小島松野帶著長男重雄及其他學童假死逃生，並在支援部隊抵達前陸續救援17位學童。

## 流行文化

### 電視連續劇
- 《风中绯樱：雾社事件》（2003年）：岩野央 飾演

### 電影
- 《賽德克·巴萊》(2011年): 安藤政信 飾演